# أنتوني جاي أمستردام
أنتوني جاي أمستردام (بالإنجليزية: Anthony G. Amsterdam)‏ (من مواليد 12 سبتمبر 1935) هو محامي أمريكي وأستاذ القانون في كلية الحقوق بجامعة نيويورك. في عام 1981، أطلق آلان ديرشويتز على أنتوني لقب أستاذ القانون الأكثر تميزًا في الولايات المتحدة.
نشأ أنتوني أمستردام في حي من الطبقة المتوسطة في غرب فيلادلفيا.
من خلال العمل مع صندوق الدفاع القانوني والصحي التعليمي NAACP، جادل أنتوني وفاز بقضية فورمان ضد جورجيا في عام 1972، والذي حكمت فيه المحكمة العليا للولايات المتحدة بشرط وجود درجة من الاتساق في تطبيق عقوبة الإعدام. وشغل أيضًا منصب عضو في مجلس إدارة مركز معلومات عقوبة الإعدام.
تلقَى أنتوني تعليمه في كلية هافرفورد وكلية الحقوق بجامعة بنسلفانيا. كما كتب إحدى أكثر الأوراق تأثيرًا على التعديل الرابع لدستور الولايات المتحدة.  وانتُخب زميلًا في الأكاديمية الأمريكية للفنون والعلوم في عام 1977.

## روابط خارجية
- Toobin، Jeffrey (26 مارس 2007). "Comeback". النيويوركر. مؤرشف من الأصل في 2013-01-24.
- Profile at New York University School of Law